# Колоярское муниципальное образование
Колоярское муниципальное образование — сельское поселение в Вольском районе Саратовской области Российской Федерации.
Административный центр — село Колояр.

## История
Статус и границы сельского поселения установлены Законом Саратовской области от 27 декабря 2004 года № 86-ЗСО «О муниципальных образованиях, входящих в состав Вольского муниципального района».

## Население
| 2010  | 2011  | 2012  | 2013  | 2014  | 2015  | 2016  |
| ----- | ----- | ----- | ----- | ----- | ----- | ----- |
| 1187  | ↘1183 | ↘1154 | ↘1126 | ↘1105 | ↘1078 | ↗1079 |
| 2017  | 2018  | 2019  | 2020  | 2021  |       |       |
| ↘1055 | ↘1030 | ↘1016 | ↘975  | ↘931  |       |       |

## Состав сельского поселения
| № | Населённый пункт  | Тип населённого пункта       | Население |
| - | ----------------- | ---------------------------- | --------- |
| 1 | Ерыкла            | село                         | ↘132      |
| 2 | Колояр            | село, административный центр | ↗1033     |
| 3 | Марьевка          | деревня                      | 11        |
| 4 | Минеевка          | деревня                      | 1         |
| 5 | Старая Лопастейка | село                         | 10        |